# José Oxilia
José Nicolás Oxilia Martino (Montevideo, 3 de junio de 1861 - Ib., 18 de mayo de 1919) fue un tenor uruguayo que triunfó en Europa a finales del siglo XIX, donde también fue conocido como Giuseppe Oxilia.

## Biografía
Hijo de inmigrantes italianos, José Oxilia fue criado en el local del café lírico de su padre Domenico Oxilia, frente al Teatro Solís, frecuentado por cantantes líricos y gente de teatro. Con apenas 14 años fue enviado a Italia para que realizara sus estudios en la Facultad de Medicina de Pavía.
En 1879, cuando cursaba el cuarto año de medicina, su padre enfermó y regresó a Montevideo, poco después fallece y José se hace cargo del café lírico. Comenzó sus estudios de canto con el organista y director de zarzuelas español Carmelo Calvo. En 1881 dejó el negocio familiar a cargo de un pariente y volvió a Italia, donde continuó sus estudios de canto con el maestro Felice Pozzo.

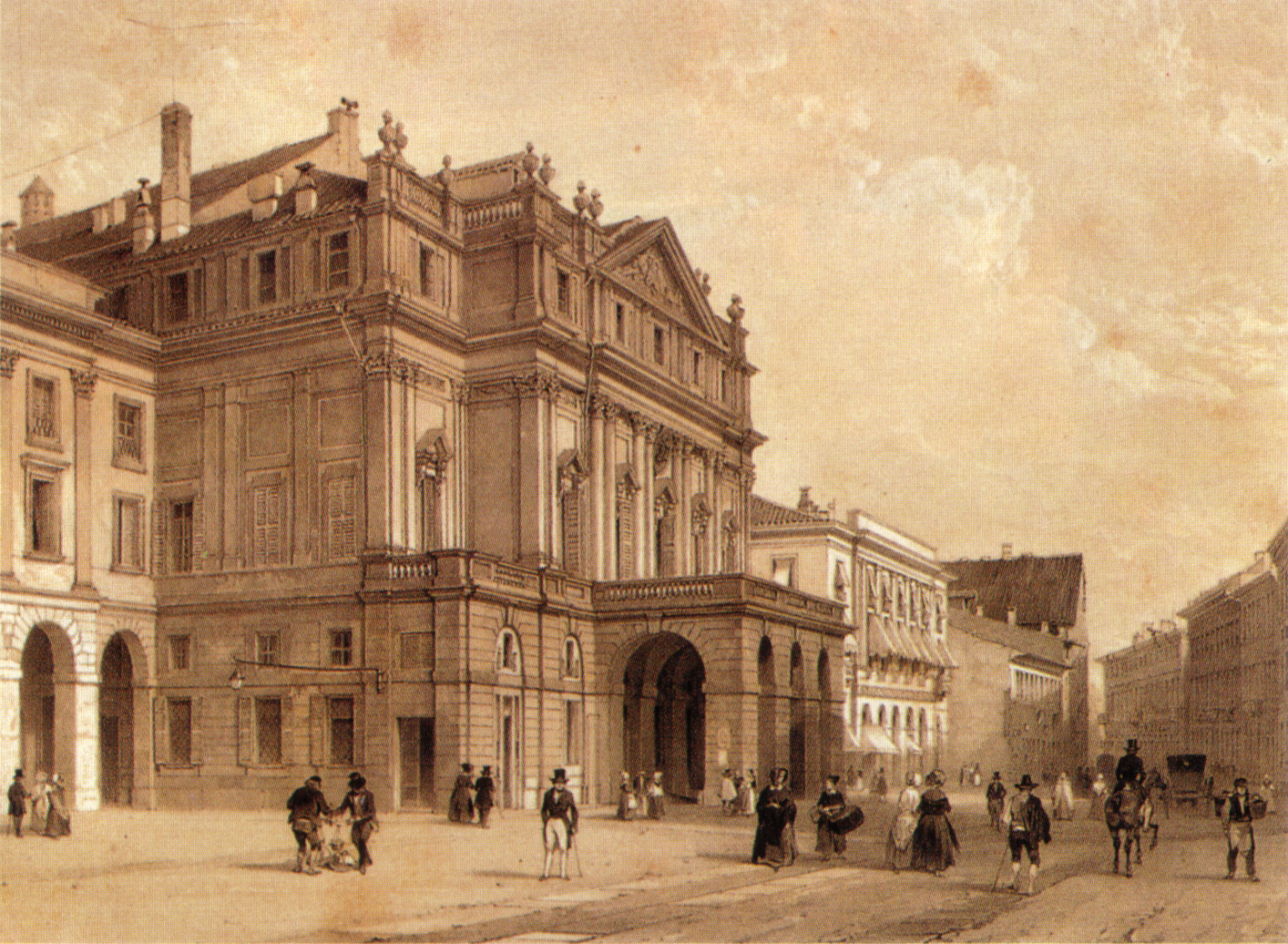
La Scala de Milán, el principal centro de ópera en el.

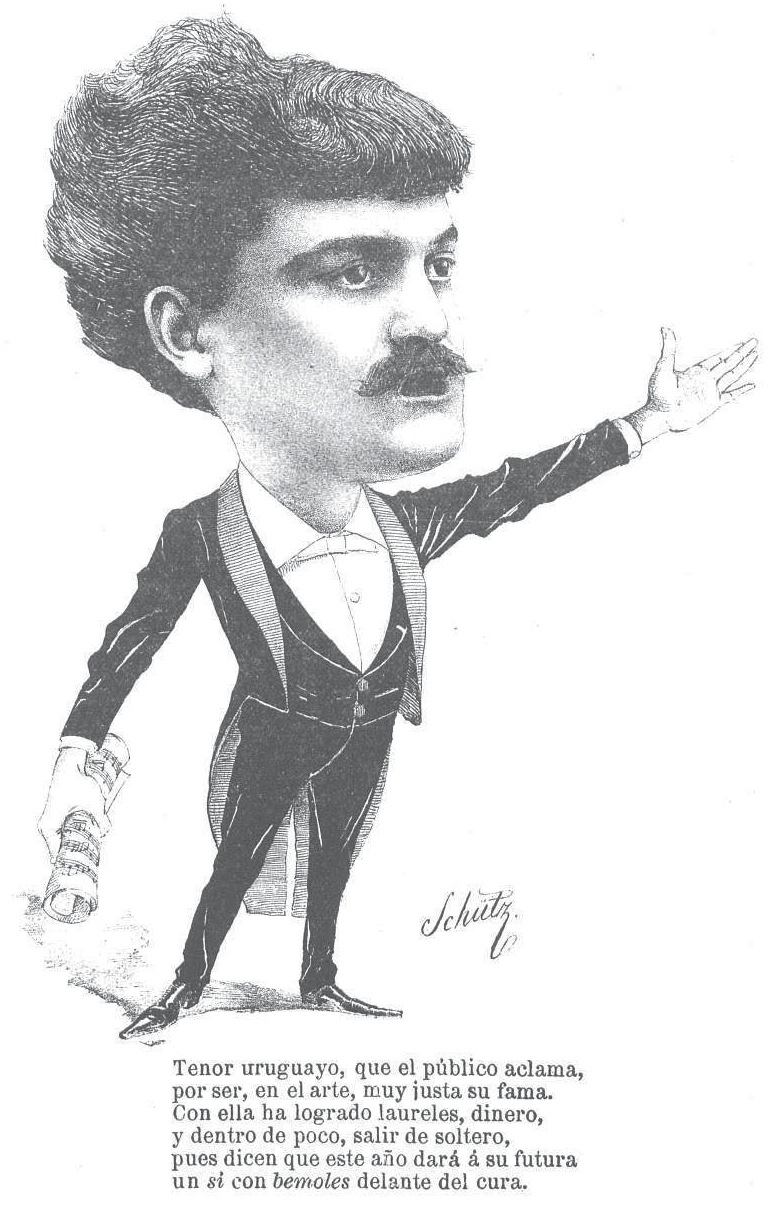
Caricatura de José Oxilia realizada por Charles Schütz en la portada de Caras y Caretas, septiembre de 1890.

Apoyado por su maestro, ingresa como comprimario en la compañía lírica de Marino Mancinelli. Debuta en el Teatro del Liceo de Barcelona el 21 de noviembre de 1884, en el rol de Laerzio de la ópera Hamlet de Thomas, cuyos titulares fueron en otras presentaciones Giuseppe Kaschmann y Victor Maurel.
El tenor navarro Julián Gayarre enferma y sugiere al maestro Mancinelli ser sustituido por Oxilia, quien interpretó el rol de Fernando en La favorita de Gaetano Donizetti en la función de gala del 1 de enero de 1885, con gran aceptación del público.
En los años siguientes realizó numerosas presentaciones en el Teatro Real de Madrid, La Fenice de Venecia, Teatro Grande de Brescia, Teatro Regio de Parma, Teatro Comunale de Bolonia, Teatro Carlo Felice de Génova y en La Scala de Milán, donde Giuseppe Verdi lo felicitó personalmente por su interpretación de Otello.
El éxito en Italia tuvo repercusiones en su ciudad natal, donde era esperado con gran expectativa. El 3 de junio de 1890 se presenta La favorita de Donizetti en el Teatro Solís, con Oxilia en el rol de Fernando:

«La sala estalló en aplausos atronadores y que duraron largo tiempo, siendo obsequiado el artista con una preciosa corona obsequio del General Tajes, y accediendo al bis que le pidió la concurrencia y que fue otro triunfo. Oxilia se había impuesto y el artista era digno del renombre de que venía precedido. La noche del estreno del simpático tenor terminó, en el escenario del Solís, con el duetto de la escena VI entre Leonor y Fernando que mereció aplausos. Al terminar la fiesta el entusiasmo degeneró en delirio. Las cazueleras arrojaban flores al escenario, mientras la concurrencia de la platea, de ordinario severa, se puso de pie, y aplaudiendo frenéticamente a Oxilia, que se presentó 11 veces en la escena profundamente emocionado.»
 La Tribuna Popular. Montevideo, 4 de junio de 1890.

Integrando una nueva Compañía Lírica, realiza interpretaciones de Lucia di Lammermoor, Lucrezia Borgia, La Gioconda, La traviata y Los Hugonotes, en el Teatro Nuevo Politeama de Montevideo.
El 19 de noviembre de 1890 junto a la soprano Elvira Colonnese y el barítono Emilio Barbieri, interpreta a Otello en la inauguración del Teatro Argentino de La Plata. Regresa a Italia, donde se suceden numerosas presentaciones.
La primera sala teatral de Villa Independencia (actual Fray Bentos), Uruguay, llamada originalmente "Teatro Bortairy" (por su dueño Pedro Bortairy), fue rebautizada con el nombre de Oxilia a modo de homenaje. La sala cerró sus puertas tras la inauguración en 1913 del Teatro Miguel Young. 

Realizó más de 20 registros fonográficos, entre ellos "Libiamo" y "Parigi, o cara, noi lasceremo" de La traviata de Verdi, en 1902 en Milán.
Hacia el año 1904 su voz comienza a fallar, se retira de los escenarios y abre una escuela de canto en Milán. En 1910 se casó con Anna Cattaneo, con quien tuvo cinco hijos.
En 1916, a causa de una herida en la mano, mal cuidada, que degeneró en gangrena debido a su diabetes, debieron amputarle el brazo izquierdo. Durante la Primera Guerra Mundial tuvo que vender las medallas y coronas de oro que había recibido en sus épocas de esplendor, para poder mantener a su familia. En 1918 se embarca con su familia hacia Montevideo, donde tuvo un triste final, tras un intento de suicidio fue necesario realizarle la amputación de una pierna y vivió pobre y olvidado hasta la madrugada del 18 de mayo de 1919.